# Upplands runinskrifter 280
Upplands runinskrifter 280 är en runsten i Smedby, Hammarby socken och Upplands Väsby kommun i Vallentuna härad, Uppland. Den är belägen vid en fornslinga som utgår från "Gunnes gård", en nutida rekonstruktion av en vikingatida bosättning. Gårdens namn är taget efter den Gunne som står omnämnd i stenens text.

## Stenen
Stenen är egentligen ett skadat och kantstött runblock som ligger i en hage cirka en halv kilometer väster om Smedbys västra gård och utmed vägen som leder ner till Edssjön. Ornamentiken visar upp en rundrake med ben och vars slinga bildar formen av en liggande åtta och ovanför djuret är ett enkelt kristet kors. Den från runor översatta inskriften lyder enligt nedan: 

## Inskriften
Translitterering av runraden:
uibiarn lit · hkua stain · iftiʀ · kuna totur · kunu sina
Normalisering till runsvenska:
Vibiorn let haggva stæin æftiʀ Gunna dottur, kunu sina.
Översättning till nusvenska:
Vibjörn lät hugga stenen efter Gunnes dotter, sin hustru.
Vibjörn är samma person som finns med på U 281, en runsten som står dryga trettio meter ostsydost om runblocket. Ännu närmare finns stenen U 280B.

## Detaljer

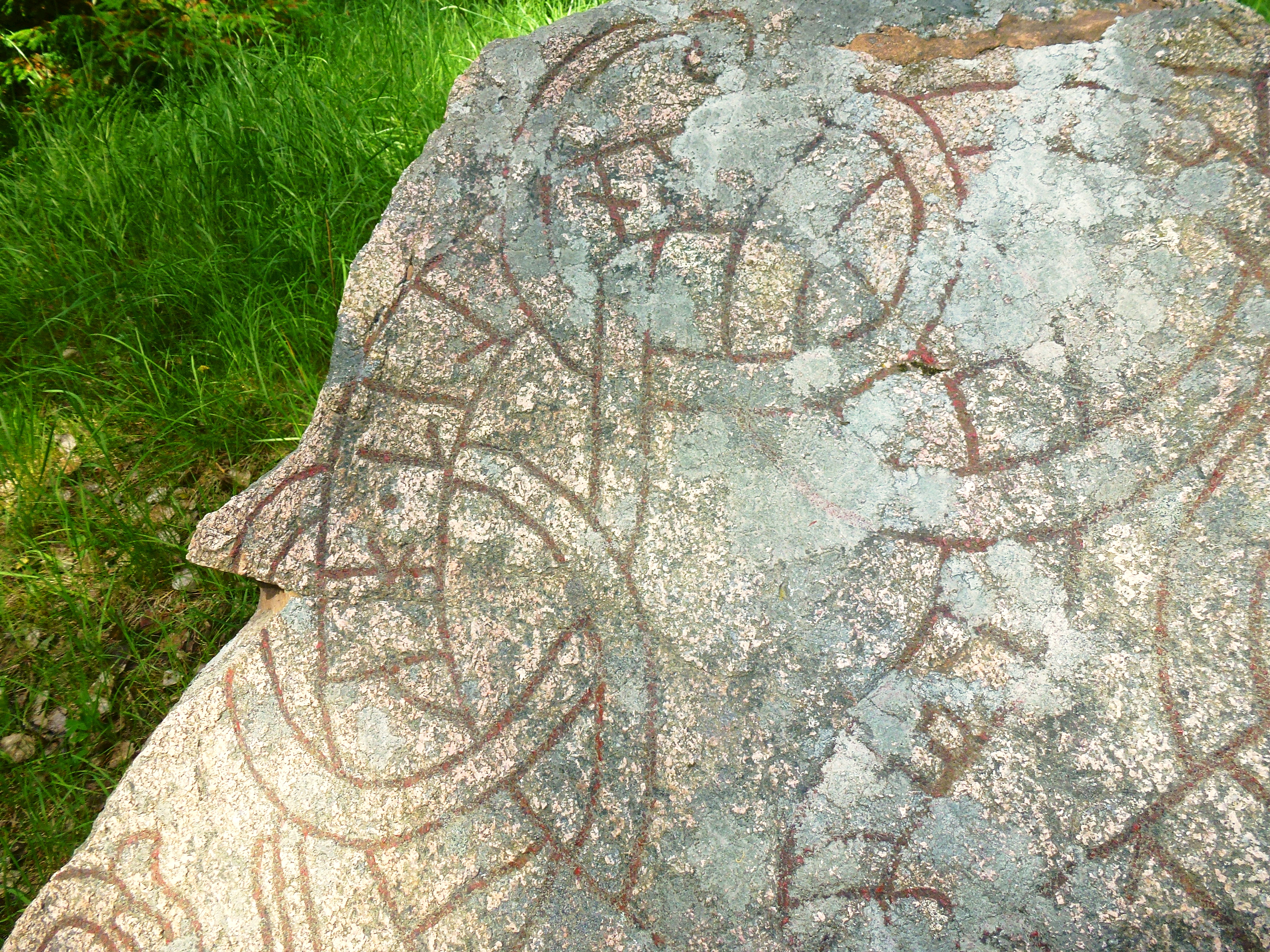
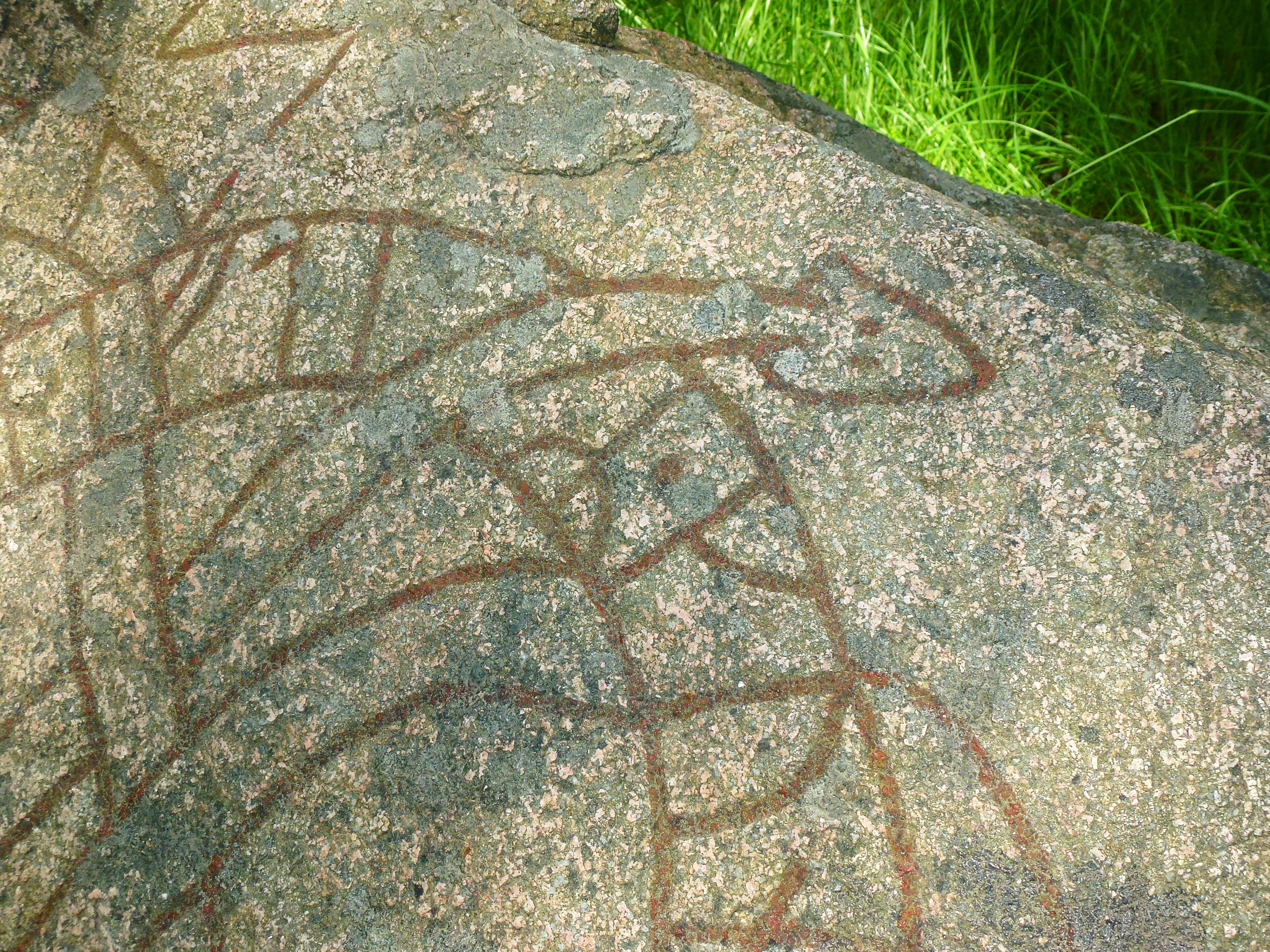